# Puerto Seguro
Puerto Seguro és un municipi de la província de Salamanca a la comunitat autònoma de Castella i Lleó. Limita amb San Felices de los Gallegos a l'Est, Villar de Ciervo al Sud, amb La Bouza i Portugal a l'Oest i Ahigal de los Aceiteros al Nord.

## Demografia
| 1991 | 1996 | 2001 | 2004 |
| ---- | ---- | ---- | ---- |
| 127  | 122  | 104  | 99   |